# Тарасівська сільська рада (Троїцький район)
Тарасівська сільська рада — колишній орган місцевого самоврядування у Троїцькому районі Луганської області з адміністративним центром у с. Тарасівка.

## Історична довідка
Сільська рада утворена у 1918 році. Тричі головою сільської ради обиралася Лідія Михайлівна Химченко. На місцевих виборах 2015 року сільським головою обрано Євгена Олексійовича Літвінова.

## Загальні відомості
Водоймища на території, підпорядкованій даній раді: річка Красна.

## Населені пункти
Сільській раді підпорядковані населені пункти:
- с. Тарасівка

## Склад ради
Рада складається з 12 депутатів та голови.